# .mh
.mh는 마셜 제도의 인터넷 국가 코드 최상위 도메인이다. 등록 웹 사이트가 1997년부터 업데이트가 되지 않고 있으며 등록 도메인의 구조가 네트워크 정보 센터(InterNIC) 탬플릿 폼을 받도록 되어 있기에 현재 링크가 죽은 것으로 판단된다. 구글 검색을 통해서는 .mh 도메인을 사용하면서 운영되는 웹 사이트를 찾을 수 없다.

## 같이 보기
- .us